# Ньютон, Майк
Майкл Дуглас (Майк) Ньютон (англ. Michael Douglas (Mike) Newton, 10 мая 1952, Пентиктон, Британская Колумбия, Канада) — американский хоккеист (хоккей на траве), полевой игрок. Участник летних Олимпийских игр 1984 года.

## Биография
Майк Ньютон родился 10 мая 1952 года в канадском городе Пентиктон.
Играл в хоккей на траве за «Роад Раннерз».
В 1974—1984 годах выступал за сборную США, проведя более 100 матчей, что на тот момент было рекордом национальной команды. Участвовал в Панамериканских играх 1975, 1979 и 1983 годов.
В 1984 году вошёл в состав мужской сборной США по хоккею на траве на летних Олимпийских играх в Лос-Анджелесе, занявшей 12-е место. Играл в поле, провёл 7 матчей, мячей не забивал.

## Семья
Младший брат Майка Ньютона Гэри Ньютон (род. 1957) также играл за сборную США по хоккею на траве, в 1984 году выступал на летних Олимпийских играх в Лос-Анджелесе.